# 杉並区立西宮中学校
杉並区立西宮中学校（すぎなみくりつ にしみやちゅうがっこう）は、日本の東京都杉並区にある公立の中学校。

## 概要
1960年4月、杉並区立宮前中学校の生徒数増加に伴い、その対応策として西分校を設置。
1961年4月、杉並区立宮前中学校の西分校から独立して杉並区立西宮中学校として開校。
本校校歌は、学校創成期在籍生徒やその父母からの歌詞の募集を受けて制定委員会での審議により制定されたものである。
2005年4月から3年間、文部科学省より『学力向上拠点形成事業実践校』に指定された。

## 沿革
- 1960年 - 杉並区立宮前中学校の生徒数増加に伴い、西分校として設置。
- 1961年 - 杉並区立宮前中学校から独立する形で本校が開校。
- 1963年 - 牛乳給食開始、体育館工事完了。
- 1964年 - 校歌を制定、プール工事完了。
- 1966年 - 完全給食開始。
- 1980年 - テニスコート工事完了。
- 1989年 - 校庭工事完了。
- 2000年 - 校舎耐震補強工事完了。
- 2002年 - 校舎内部塗装完了。
- 2003年 - 校舎外部塗装完了、屋上緑化工事完了。
- 2005年 - 文部科学省より『学力向上拠点形成事業実践校』に指定（3年間）。

## 教育目標
- 共育と出会いの教育[2]

1. 心豊かな人
2. 自ら学ぶ人
3. 健康な人